# Marvins Töchter
Marvins Töchter ist ein US-amerikanischer Spielfilm des Regisseurs Jerry Zaks aus dem Jahr 1996.

## Handlung
Seit Jahren kümmert sich Bessie um ihren schwerkranken und bettlägerigen Vater Marvin. Bei einer Untersuchung im Krankenhaus wird bei Bessie Leukämie festgestellt. Dr. Wally erklärt ihr, dass sie sehr gute Überlebenschancen hat, wenn ein passender Spender für Knochenmark gefunden wird. In erster Linie kommen enge Familienmitglieder für eine Knochenmarktransplantation in Frage. Aus diesem Grund nimmt Bessie nach 20 Jahren Kontakt zu ihrer Schwester Lee auf. Lee reist mit ihren beiden Söhnen zu ihrer Schwester. Die alten Konflikte zwischen den Schwestern brechen neu auf und müssen überwunden werden, damit die Krankheit besiegt werden kann.

## Kritiken
Der Film erhielt sehr positive Kritiken, die vor allem den Darstellungen von Diane Keaton, Robert De Niro und Meryl Streep galten. In der Zeitschrift Cinema 6/1997 wurde der Film als „das Familiendrama des Jahres“ bezeichnet.
Der film-dienst 11/1997 befand: „Ein kammerspielartig entwickelter Film, der seinen Schauspielern die Chance bietet, alle Register ihres Könnens zu ziehen. Trotz der ernsten Themen ist er voller Humor und zeigt auf, dass Hoffnung immer möglich ist.“

## Auszeichnungen und Nominierungen
- 1997 Nominierung für den Oscar als beste Hauptdarstellerin: Diane Keaton
- 1997 Nominierung für den Golden Globe Award als beste Hauptdarstellerin: Meryl Streep
- 1997 Nominierung für den Chlotrudis Award als beste Nebendarstellerin: Meryl Streep
- 1997 gewann der Film den Goldenen St. Georg beim Internationalen Filmfestival Moskau.
- 1996 Screen Actors Guild Award: Bestes Ensemble
- 1997 Screen Actors Guild Award: Diane Keaton
- 1997 Screen Actors Guild Award: Gwen Verdon
- Die Deutsche Film- und Medienbewertung FBW in Wiesbaden verlieh dem Film das Prädikat besonders wertvoll.